# 1342

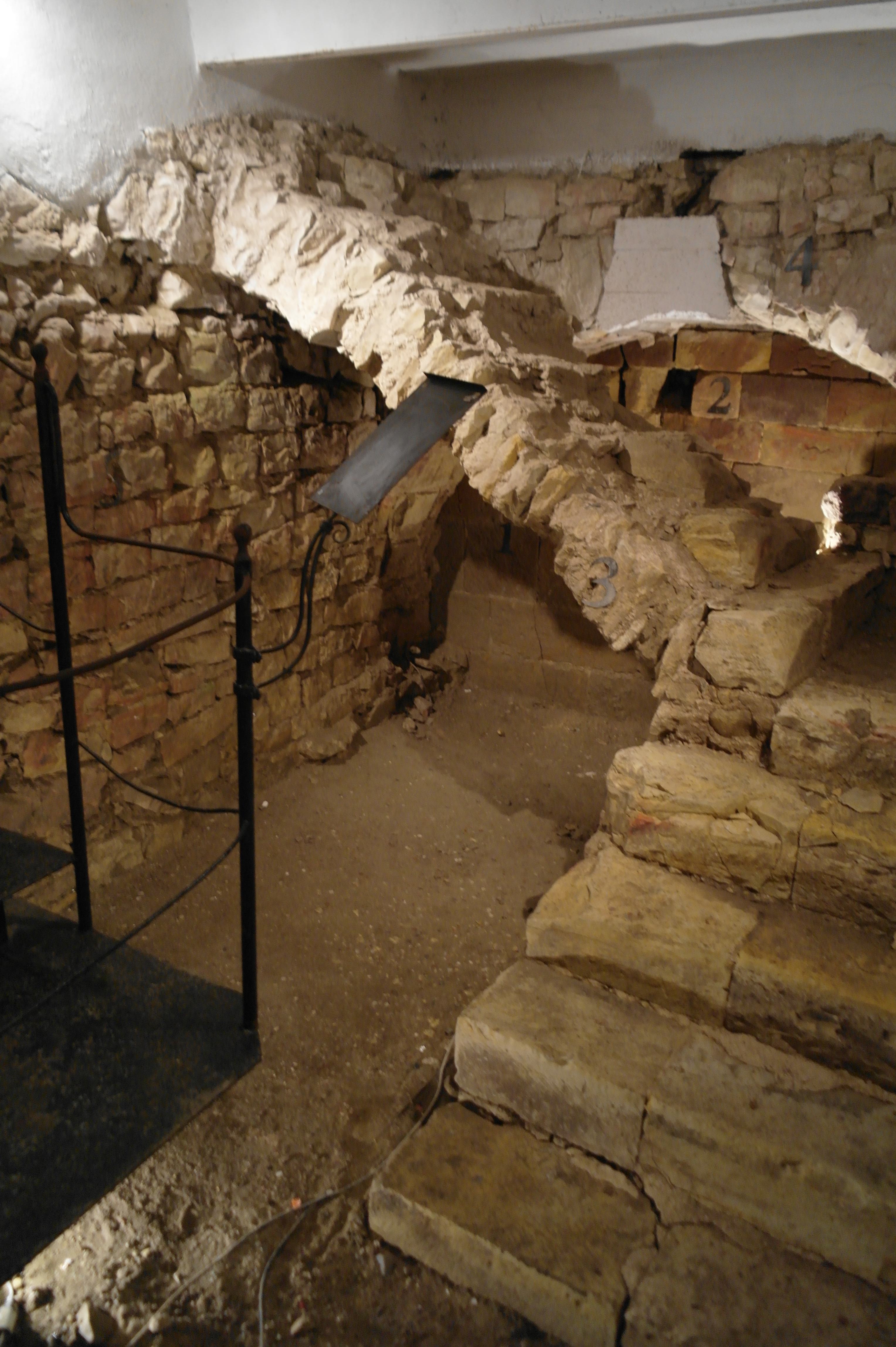
restanten van de Judithbrug

Het jaar 1342 is het 42e jaar in de 14e eeuw volgens de christelijke jaartelling.

## Gebeurtenissen
januari
- 2 - Holland getroffen door een aardbeving. Epicentrum onbekend.[1]

maart
- 20 - Bij ordonnantie van koning Filips VI van Frankrijk wordt de Gabelle ingesteld: een zoutbelasting die met onderbrekingen zes eeuwen geheven zal worden.

mei
- 9 - Grote stadsbrand in Mechelen.
- 28 - Naarden krijgt het stapelrecht voor Zuiderzeevis.

september
- 1 - De edelen van Thüringen sluiten zich aaneen tegen hun Saksische vorst Frederik II van Meißen, wat zal leiden tot de Thüringse gravenoorlog.

november
- 20 - Jan van Arkel wordt door paus Clemens VI benoemd tot bisschop van Utrecht, in opvolging van Nicolaas Capocci

zonder datum
- Koning Stefan Uroš IV Dušan van Servië valt het Byzantijnse Rijk aan, daarbij gebruikmakend van de daar heersende burgeroorlog.
- De Judithbrug in Praag wordt bij een overstroming van de Moldau zwaar beschadigd, en zal niet meer herbouwd worden.
- Mirakel van Stiphout: Bij een brand van de kerk van Stiphout wordt een boer die de heilige hostie tracht te redden volledig gespaard.

## Kunst
- Melibeus, Het Boec van Troeste ende van Rade

## Opvolging
- patriarch van Antiochië (Grieks) - Marcus opgevolgd door Ignatius II
- Armenië - Constantijn IV (Gwijde van Lusignan) als opvolger van zijn neef Leo V
- kanaat van Chagatai - Yesun Timur opgevolgd door Ali-Sultan, op zijn beurt opgevolgd door Muhammad I ibn Pulad
- Duitse Orde - Ludolf König van Wattzau als opvolger van Diederik van Altenburg
- Hongarije - Karel I Robert opgevolgd door zijn zoon Lodewijk I
- Mamelukken (Egypte) - Kujuk opgevolgd door an-Nasir Ahmad, op zijn beurt opgevolgd door as-Salish Ismail
- paus (7 mei) - Benedictus XII opgevolgd door Pierre Roger de Beaufort als Clemens VI
- Sicilië - Peter II opgevolgd door zijn zoon Lodewijk
- Trebizonde - Anna Anachoutlou Megale Komnene opgevolgd door haar neef Johannes III Megas Komnenos

## Afbeeldingen

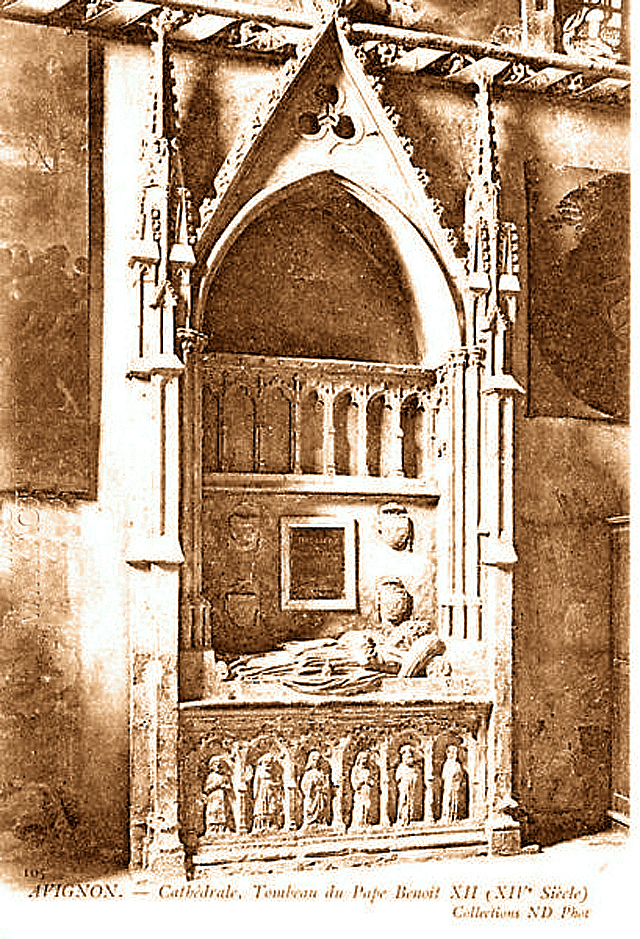
graf van Benedictus XII
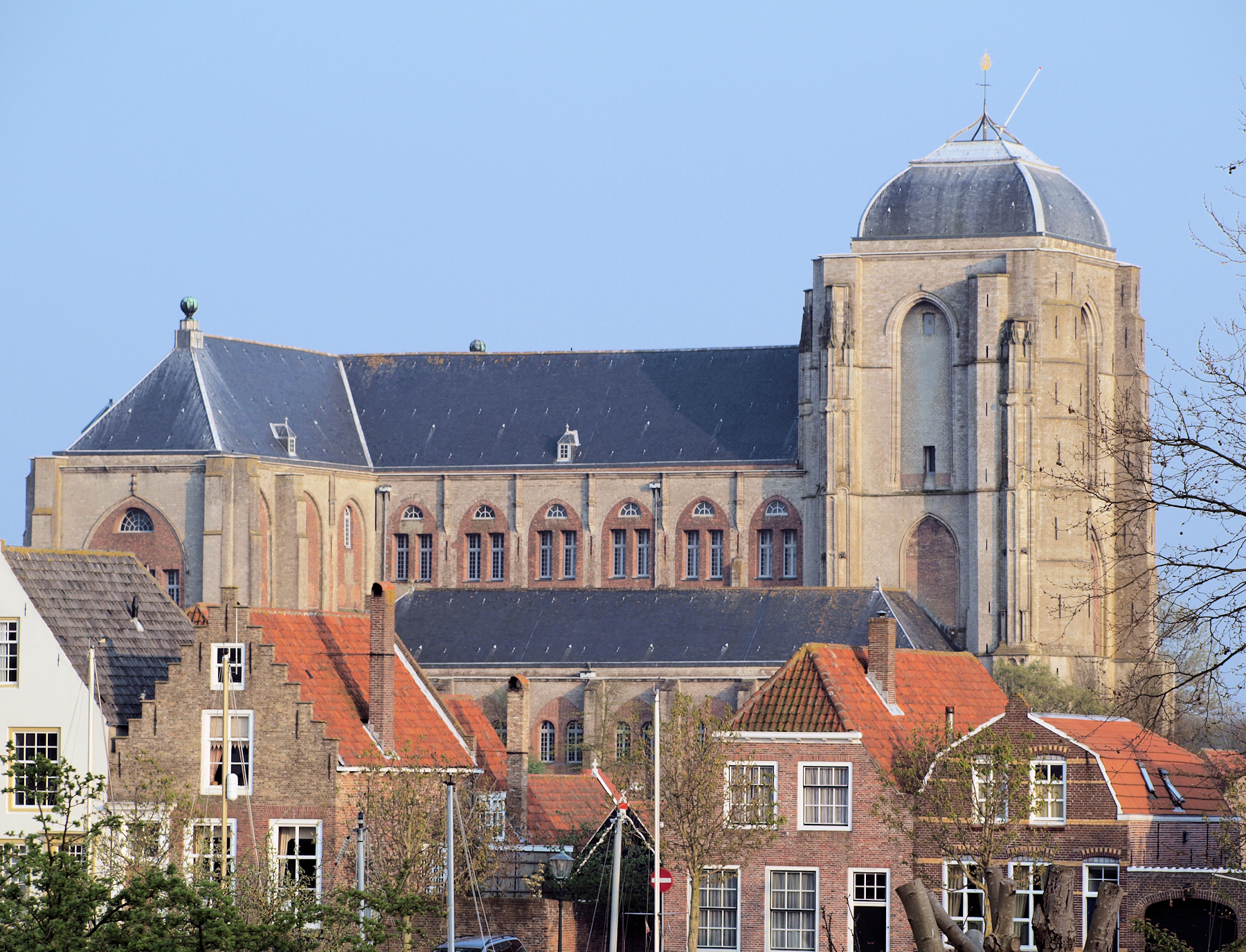
Grote of Onze-Lieve-Vrouwekerk, Veere, gesticht 1342

## Geboren
- 17 januari - Filips de Stoute, hertog van Bourgondië (1363-1404)
- 19 augustus - Catharina van Bohemen, echtgenote van Rudolf IV van Oostenrijk
- Clemens VII, tegenpaus (1378-1394)
- Leo VI, koning van Armenië (1374-1375)
- Sancho van Castilië, Castiliaans prins
- Juliana van Norwich, Engels mystica (jaartal bij benadering)
- William Courtenay, aartsbisschop van Canterbury (jaartal bij benadering)

## Overleden
- 22 januari - Hendrik IV de Trouwe, Pools edelman
- 23 maart - Napoleone Orsini (~78), Italiaans kardinaal
- 25 april - Benedictus XII, paus (1334-1342)
- 16 mei - Eleonora van Bretagne, Bretons abdis
- 16 juli - Karel I Robert (~53), koning van Hongarije (1308-1342)
- 12 augustus - Gwijde I van Blois, Frans edelman
- 15 augustus - Peter II (~38), koning van Sicilië (1337-1342)
- 26 september - Jan I van Polanen, Nederlands edelman
- 28 december - Bartolomeo Gradenigo (~82), doge van Venetië (1330-1342)
- Godfried van Loon-Heinsberg, Zuid-Nederlands edelman